# Слоньовська Ольга Володимирівна
О́льга Володи́мирівна Слоньо́вська (нар. 8 березня 1960, Ценява) — українська поетеса, прозаїк, літературознавець, член Національної спілки письменників України, професор кафедри української літератури Прикарпатського національного університету імені Василя Стефаника.

## Біографія
Народилася 8 березня 1960 року в селі Ценява Коломийського району Івано-Франківської області. Закінчила Івано-Франківський державний педагогічний інститут імені Василя Стефаника.
Розпочала літературну діяльність 1986 року поетичною збіркою «Гілочка глоду». Загалом видала шість поетичних збірок, монографію «Слід невловимого Протея», кілька десятків підручників і методичних посібників — усього 49 книжок.
У 1996 році захистила кандидатську дисертацію на тему: «Формування моральних та естетичних ідеалів у старшокласників у процесі вивчення історичної романістики (на матеріалі творчості П.Куліша та І.Нечуя- Левицького)».
У 2004 році була довіреною особою Віктора Ющенка на президентських виборах 2004 року.
Викладає українську літературу в Прикарпатському національному університеті ім. В. Стефаника.

## Відзнаки
- орден княгині Ольги ІІІ ступеня (23 серпня 2005) — за значний особистий внесок у соціально-економічний, науковий та культурний розвиток України, вагомі трудові здобутки та активну громадську діяльність[6];
- Лауреат івано-франківської міської премії імені Івана Франка за книгу «Соната для коханого» (2003),
- Літературна премія імені Бориса Нечерди за збірку віршів «Джоконда» (2006).
- Ґран-прі Міжнародного літературного конкурсу романів, кіносценаріїв, п'єс, пісенної лірики та творів для дітей «Коронація слова-2012» (за роман «Дівчинка на кулі»).

## Літературний доробок

### Поетичні збірки
- «Гілочка глоду» (1986)
- «Гердани»
- «Соната для коханого» (2002)
- «Це потрібно не мертвим. Це потрібно живим»
- «Джоконда» (2004)
- «Зимове яблуко»

### Проза
- «В Афганістані, в „чорнім тюльпані“…»
- «Дівчинка на кулі» — 2012, Видавництво «Клуб Сімейного Дозвілля»
- «Упольоване покоління» — 2017, Видавництво «Український пріоритет»
- «Загублені в часі» — 2018, Видавництво «Український пріоритет»
- «Чупакабра, або слухайся Єви, Адаме» —  2021, Видавництво «Український пріоритет»

## Науковий доробок
- Наукова монографія «Слід невловимого Протея: Міф України в літературі української діаспори».
- 100 наукових статей.

- Підручники з української літератури для 5, 6 та 7 класів у співавторстві з професором Євгеном Андрійовичем Пасічником
- Брала участь у розробці 10 методичних посібників з української літератури для 5, 9, 10, 11 класів, диференційованого букваря «Хрещатий барвінок» (2002) та інших навчальних матеріалів.

## Відео
- Поетична «Пектораль»
- Роман Ольги Слоньовської журі визнало найкращим з-поміж 6 тисяч творів